# Дражемански Мали
Дражемански Мали је мало ненасељено острво у хрватском делу Јадранског мора.
Дражемански Мали се налази југозападно од рта Рат на острву Муртеру. Од рта је удаљен око 0,5 км. Југозападно око 0,3 км од острва Дражемански Мали налази се Дражемански Велики. Површина острва износи 0,027 км². Дужина обалске линије је 0,61 км..